# Сравнительно-историческое языкознание
Сравнительно-историческое языкознание (также лингвисти́ческая компаративи́стика) — область лингвистики, посвящённая, прежде всего, родству языков, которое понимается историко-генетически (как факт происхождения от общего праязыка). Сравнительно-историческое языкознание занимается установлением степени родства между языками (построением генеалогической классификации языков), реконструкцией праязыков, исследованием диахронических процессов в истории языков, их групп и семей, этимологией слов.
Сравнительно-историческое языкознание на протяжении XIX века было господствующим разделом лингвистики.
Раздел сравнительно-исторического языкознания, занимающийся дальним языковым родством, — макрокомпаративистика.

## История
Сравнительно-историческое языкознание появилось после открытия европейцами санскрита, литературного языка древней Индии. Ещё в XVI веке итальянский путешественник Филиппо Сассетти заметил сходство индийских слов с итальянскими и латинскими, однако научных выводов сделано не было. Начало сравнительно-историческому языкознанию было положено в XVIII веке Уильямом Джонсом, которому принадлежат следующие слова:

Санскритский язык, какова бы ни была его древность, обладает удивительной структурой, более совершенной, чем греческий язык, более богатой, чем латинский, и более прекрасной, чем каждый из них, но носящей в себе настолько близкое родство с этими двумя языками как в корнях глаголов, так и в формах грамматики, что не могло быть порождено случайностью, родство настолько сильное, что ни один филолог, который занялся бы исследованием этих трех языков, не сможет не поверить тому, что они все произошли из одного общего источника, который, быть может, уже более не существует. Имеется аналогичное обоснование, хотя и не столь убедительное, предполагать, что и готский и кельтский языки, хотя и смешанные с совершенно различными наречиями, имели то же происхождение, что и санскрит.

Дальнейшее развитие науки подтвердило правильность высказывания У. Джонса.
В начале XIX века независимо друг от друга разные учёные различных стран занялись выяснением родственных отношений языков в пределах той или иной семьи и достигли замечательных результатов.
Франц Бопп исследовал сравнительным методом спряжение основных глаголов в санскрите, греческом, латинском и готском, сопоставляя как корни, так и флексии. На большом исследованном материале Бопп доказал декларативный тезис У. Джонса и в 1833 году написал первую «Сравнительную грамматику индогерманских (индоевропейских) языков».
Датский учёный Расмус-Кристиан Раск всячески подчёркивал, что грамматические соответствия гораздо важнее лексических, потому что заимствования словоизменения, и, в частности, флексий, «никогда не бывает». Раск сопоставил исландский язык с гренландским, баскским, кельтскими языками и отказал им в родстве (относительно кельтских Раск позднее переменил мнение). Затем Раск сопоставлял исландский язык с норвежским, потом с другими скандинавскими языками (шведский, датский), далее с другими германскими, и, наконец, с греческим и латинским языками. Раск не привлекал в этот круг санскрита. Возможно, в этом отношении он уступает Боппу. Но привлечение славянских и в особенности балтийских языков значительно восполнило этот недочёт.
Третьим основоположником сравнительного метода в языковедении был А. Х. Востоков. Он занимался только славянскими языками. Востоков первый указал на необходимость сопоставления данных, заключающихся в памятниках мёртвых языков, с фактами живых языков и диалектов, что позднее стало обязательным условием работы языковедов в сравнительно-историческом плане. По мнению А. А. Котляревского, ещё раньше Востокова сравнительный метод в России применил М. В. Ломоносов, который «начал сравнивать и отличать славянскую стихию в языке от русской».
Трудами этих учёных сравнительный метод в языкознании был не только декларирован, но и показан в его методике и технике.
Существенное влияние на становление сравнительного метода в отечественном языкознании оказал журнал «Филологические записки», выпускавшийся с 1860 года в Воронеже под редакцией А. А. Хованского. С 1866 года журнал Хованского был специально посвящён вопросам сравнительно-исторической методики и долгое время оставался единственным в России печатным органом, на страницах которого развивалось это новое ещё в середине XIX века направление в науке о языке.
Большие заслуги в уточнении и укреплении этого метода на большом сравнительном материале индоевропейских языков принадлежат Августу-Фридриху Потту, давшему сравнительно этимологические таблицы индоевропейских языков.
Результаты почти двухсотлетних исследований языков методом сравнительно-исторического языкознания подытоживаются в схеме генеалогической классификации языков.